# Énoyl-coenzyme A hydratase
L'énoyl-CoA hydratase est une lyase de la superfamille des crotonases qui catalyse la réaction d'hydratation en deuxième étape de la β-oxydation :
trans-2,3-déshydroacyl-CoA + H2O  {\displaystyle \rightleftharpoons }  L-3-hydroxyacyl-CoA

Il s'agit d'une enzyme constituée d'un hexamère de sous-unités qui rend la catalyse très efficace.